# Hippopotamus William
Das altägyptische Fayence-Nilpferd mit dem Spitznamen „William“ wird auf die 12. Dynastie (circa 1981 bis 1885 v. Chr.) datiert. Die Figur hat eine Höhe von 11,2 cm und ist 20 cm lang. Sie gehört zum Bestand des Metropolitan Museum of Art in New York.

## Provenienz
Das Fayence-Nilpferd wurde im Mai 1910 im Grab des Senbi in Mair gefunden. Seine Dekoration deutet auf ein Habitat am Nil hin. 1917 wurde es dem Museum von Edward S. Harkness zum Geschenk gemacht. Bradford Kelleher ließ für den Museumsladen des Metropolitan Museums eine Nachbildung entwerfen, die bald zum inoffiziellen Maskottchen des Museums wurde. Der Spitzname „William“ geht auf einen Artikel von H. M. Raleigh im Magazin Punch aus dem Jahr 1931 zurück.
„William“ wurde zu einer der bekanntesten Flusspferdfiguren und gilt als eine der schönsten des Mittleren Reiches.

## Beschreibung und Einordnung
Die „William“ genannte Fayence aus Mair mit blaugrüner Glasur zeigt in schwarzen Linien auf jeder Seite und am Kopf eine Blüte der blauen Lotosblume (Nymphaea caerulea), eingerahmt von zwei Knospen; der Form des Hinterteils angepasst, wurde dieses mit den runden Blättern und der Blüte des weißen Lotos (Nymphaea lotus) versehen. Der Ausdruck des Tiers wird bei der Figur aus Mair insbesondere durch die herausgearbeiteten und betonten Augen bestimmt sowie durch die Wülste am Hals.
Besonders im späten Mittleren Reich sind Tierfiguren aus Fayence häufig anzutreffende Grabbeigaben. Nilpferdfiguren sind unter ihnen vertreten und dann auch in der Zweiten Zwischenzeit eine beliebte Grabbeigabe, wobei die anderen Tierfiguren in dieser Zeit verschwinden. Körper und Kopf der Nilpferdfiguren sind durchweg mit einer linear-schematischen Darstellung von Pflanzen oder Insekten gestaltet, die dem feuchten und sumpfigen Lebensraum des Tiers zuzuordnen sind. Insgesamt sind mehrere Hundert solcher Nilpferdfiguren erhalten; weitere Beispiele befinden sich im Bestand des Louvre in Paris, im Kunsthistorischen Museum in Wien oder im Alten Museum, Berlin.

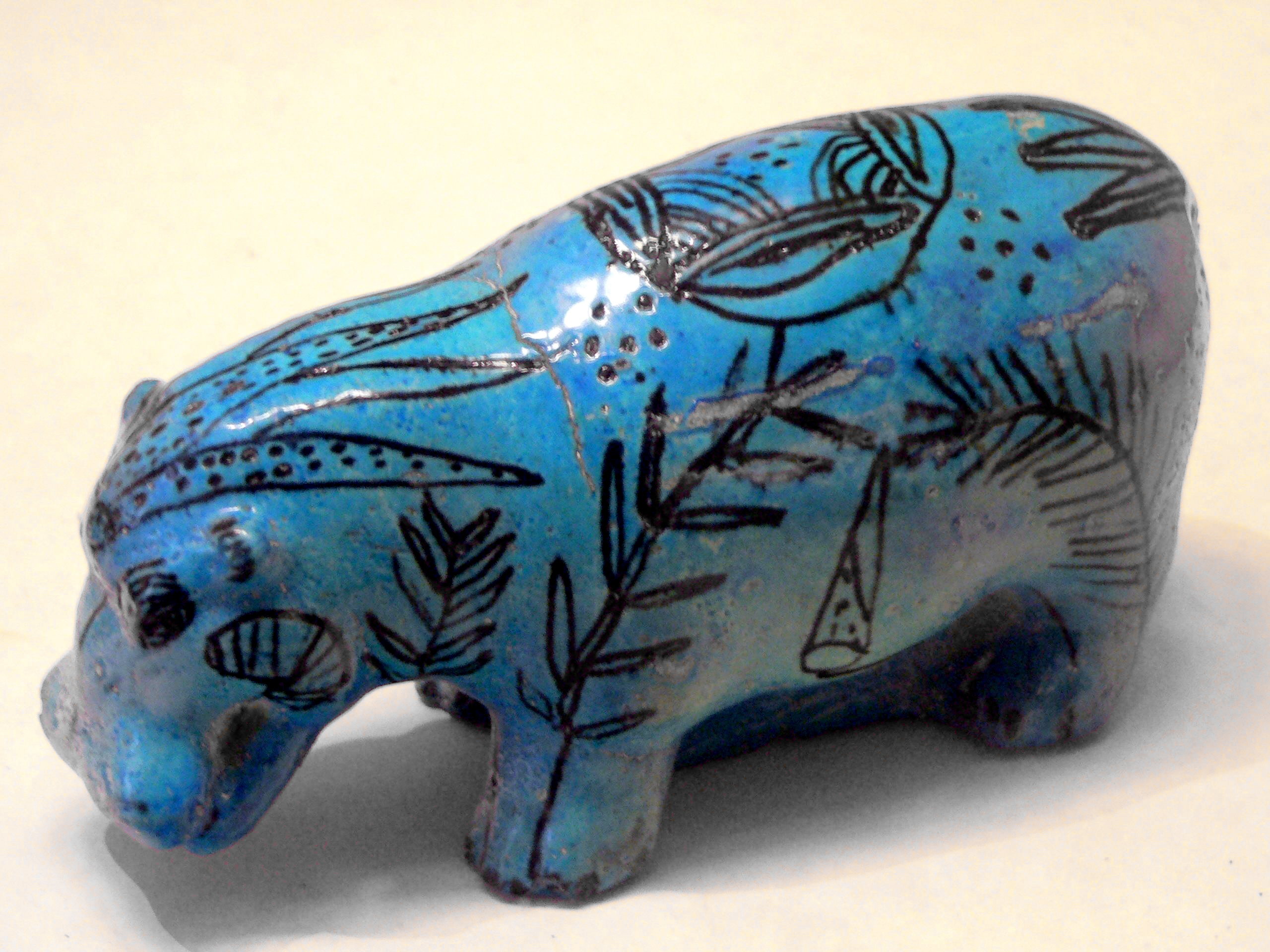
Mittleres Reich (17. Dynastie) Theben. (Louvre, Paris)
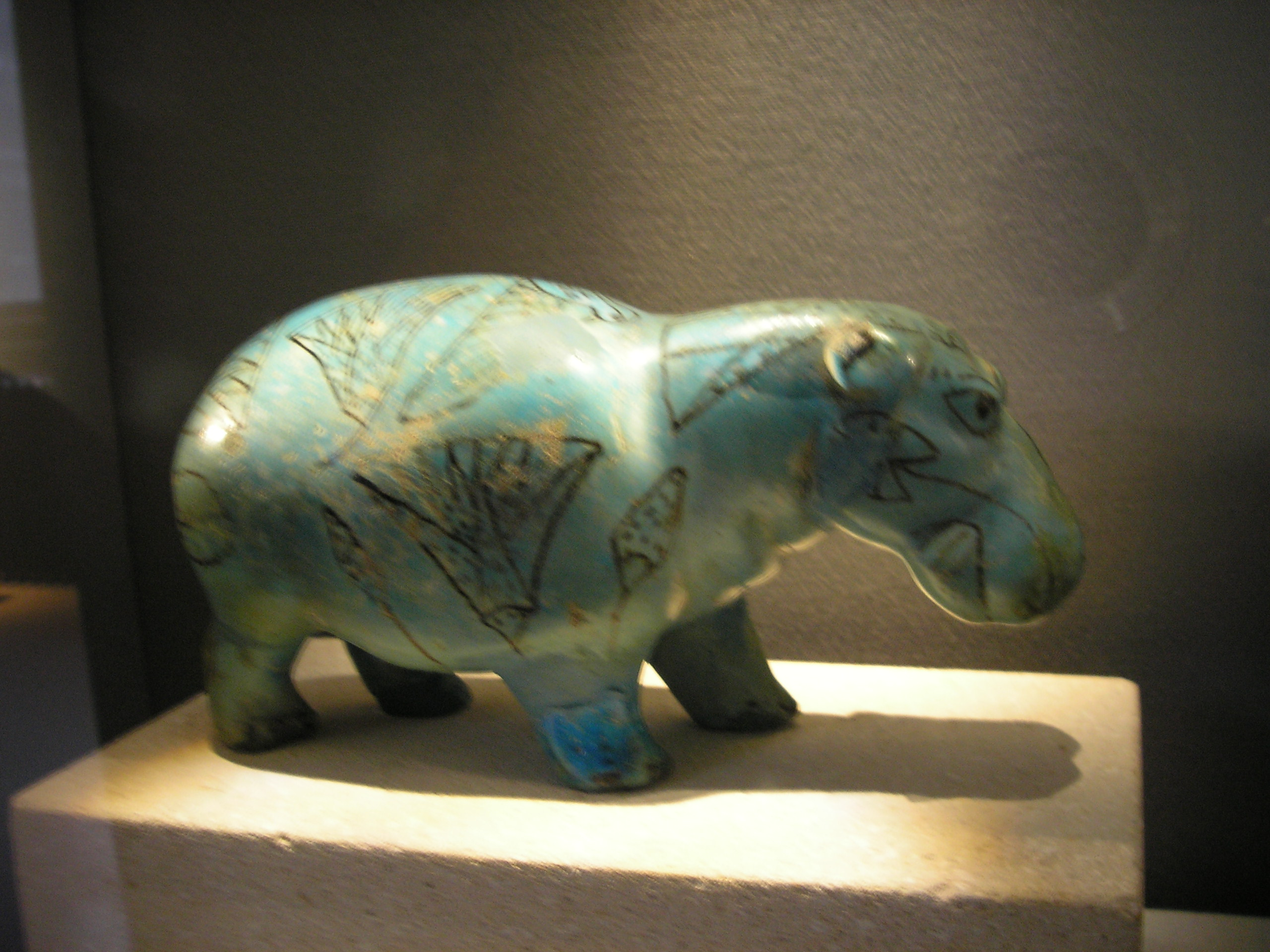
Kunsthistorisches Museum, Wien
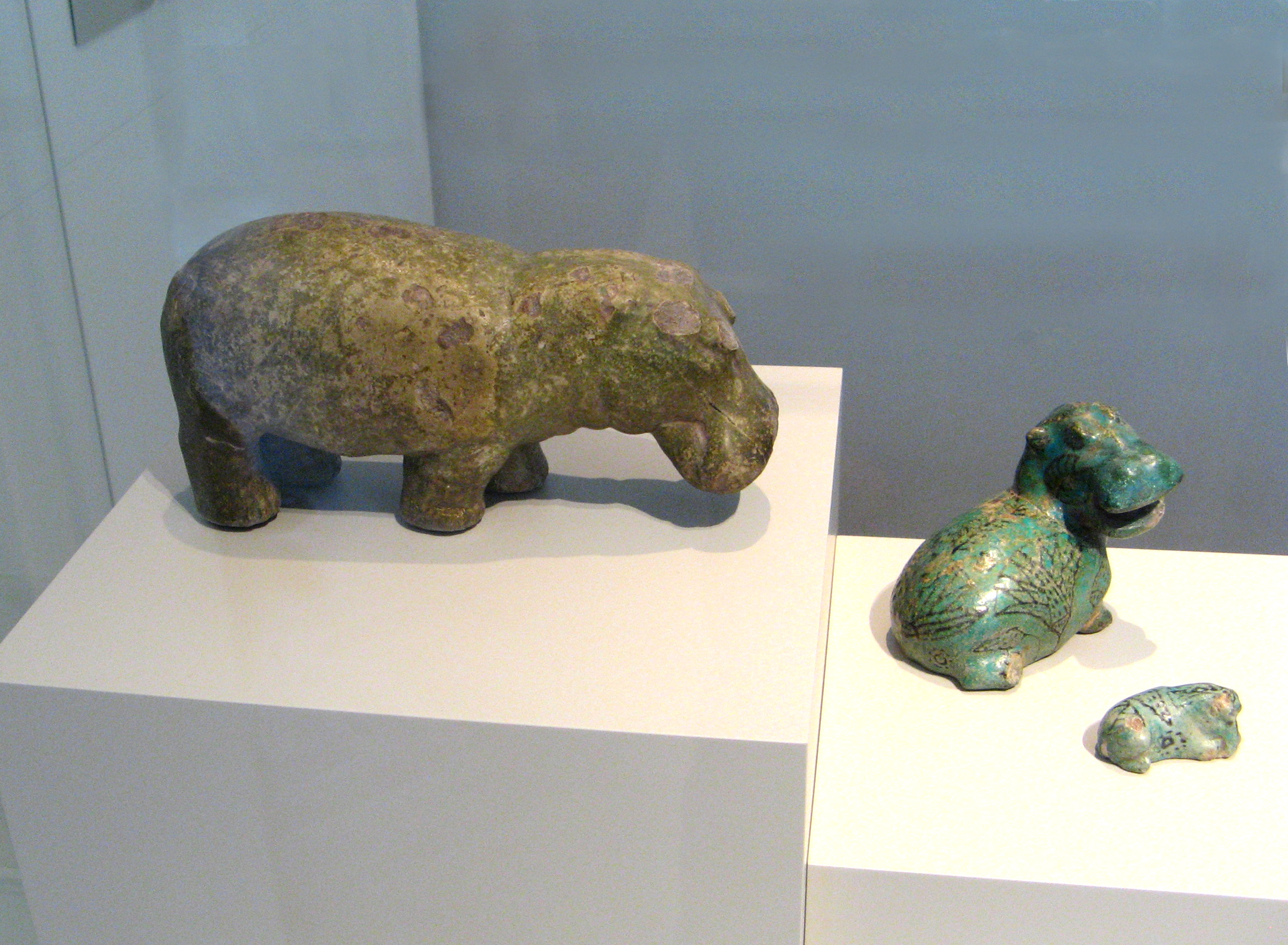
Mittleres Reich bis Zweite Zwischenzeit (Altes Museum, Berlin)

## Bedeutung

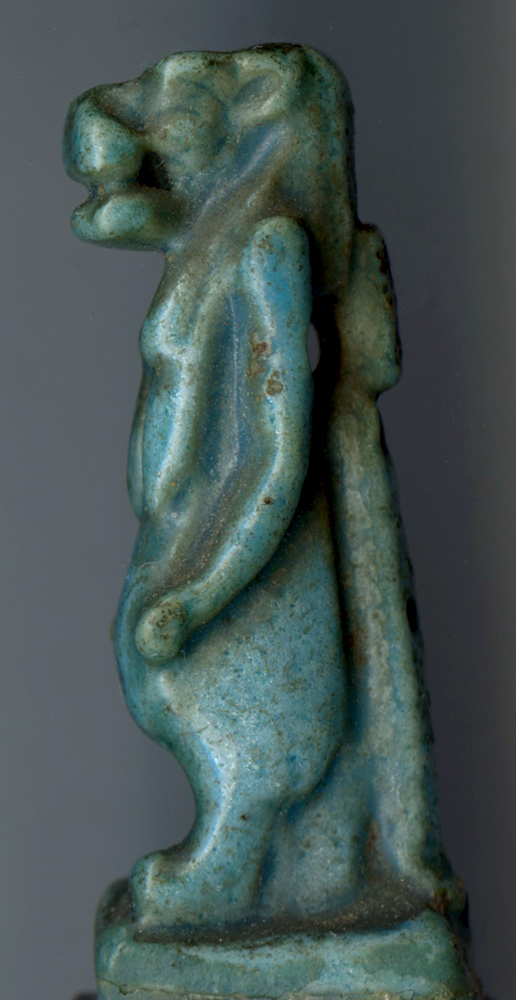
Taweret als Amulett

Nilpferdfiguren sind seit frühdynastischer Zeit in Ägypten nachgewiesen. In dieser Zeit finden sie sich oftmals als Votivgaben in Tempeln. Darstellungen von Nilpferdjagden in den Gräbern des Alten (zum Beispiel in der Mastaba des Ti (um 2340 v. Chr.) in Sakkara) und Neuen Reiches werden als Verweis auf einen alten Mythos gedeutet. Hierbei geht es um die rituelle Überwindung eines Ungeheuers, das als Symbol des Bösen galt. Das Nilpferd ist dort häufig mit aufgerissenem Maul dargestellt, ein drohender Ausdruck, der der Fayence aus Mair völlig fehlt.
Nilpferddarstellungen treten auch in weiblicher Form auf: Die Göttin Taweret wurde in Form eines aufrecht stehenden, trächtigen Nilpferdes zum Beispiel als Geburtshelferin verehrt.